# Otto Werra
Otto Werra (* 17. September 1887 in Münster; † 28. Februar 1968 ebenda) war ein preußischer Landrat.

## Leben
1906 erwarb Otto Werra das Abitur in Münster und studierte anschließend an den Universitäten Münster, Leipzig und Kiel Rechtswissenschaft. Er wurde am 10. Januar 1914 Regierungsassessor und war bei der Regierung Arnsberg tätig. Im Januar 1922 zum Regierungsrat befördert, wurde er im Mai 1924 an die Regierung Münster überwiesen. Die Beauftragung der kommissarischen Verwaltung des Landratsamtes Meschede erfolgte im November 1926. Am 5. April 1927 war er definitiv Landrat des Kreises Meschede. Im April 1933 wurde er zunächst in den einstweiligen Ruhestand und am 15. August 1933 nach dem Gesetz zur Wiederherstellung des Berufsbeamtentums endgültig in den Ruhestand versetzt mit der Folge, dass er eine gekürzte Pensionszahlung erhielt. Nach dem Krieg wurde er Leiter des Landeselektrizitätsverbandes Oldenburg und blieb bis 1955 in diesem Amt.